# Salàs de Pallars
Salàs de Pallars (em catalão e oficialmente) ou Salás del Pallars (em castelhano) é um município da Espanha na província de Lérida, comunidade autónoma da Catalunha. Tem 20,7 km² de área e em 2021 tinha 343 habitantes (densidade: 16,6 hab./km²).

## Demografia
| Variação demográfica do município entre 1991 e 2004 | Variação demográfica do município entre 1991 e 2004 | Variação demográfica do município entre 1991 e 2004 | Variação demográfica do município entre 1991 e 2004 |
| --------------------------------------------------- | --------------------------------------------------- | --------------------------------------------------- | --------------------------------------------------- |
| 1991                                                | 1996                                                | 2001                                                | 2004                                                |
| 336                                                 | 358                                                 | 323                                                 | 332                                                 |